# Batalla del riu Lupia
La batalla del riu Lupia va ser un enfrontament a la vora del riu Lupia entre entre una força romana dirigida per Drus el Vell i els sicambres l'any 11 aC. Drus va derrotar els sicambres, que es van veure obligats a desplaçar-se a l'est del Rin.